# Saint-Georges-d'Aunay

Saint-Georges-d'Aunay este o comună în departamentul Calvados, Franța. În 1 ianuarie 2018 avea o populație de 717 de locuitori.